# Сонгюнгван
Сонгюнгван (кор. 成均館, 성균관) — найвищий навчальний заклад в Кореї 13 — 19 століття, часів династії Корьо і Чосон.　Центр вивчення конфуціанства і виховання цивільних чиновників найвищого рівня. Часто перекладається як «Академія».

## Історія
Сонгюнгван постав у червні 1304 році в результаті перейменування Гукчагаму, найвищого навчального закладу династії Корьо, що був заснований ваном Сончоном у 992 році. У 1367 році нову корейську академію було перенесено на інше місце ваном Гонміном.
Після постання династії Чосон у 1392 році ван Теджо переніс Сонгюнгван до столиці в Хансон, сучасний Сеул. У 1398 році він відкрив 360 державних шкіл хянгьо по всій країні, заклавши фундамент всекорейської системи освіти.
У 1400 році Сонгюнгван був зруйнований пожежею і відбудований у 1407 році. У 1592 році його повторно зруйнували японські війська під час Імджинської війни. Корейський уряд реставрував академію у 1601 році.
У 1910 — 1945 роках, під владою Японської імперії, Сонгюнгван був ліквідований: його перевели до статусу приватної школи і перейменували у Гюнхаквон. 
У 1946 році, після здобуття Кореєю незалежності, Сонгюнгван було відроджено на кошти конфуціанців світу. На його основі виник корейський Університет Сонгюнгван.

## Структура і викладачі
На території Сонгюнгвану знаходилися такі будівлі:
- Великий храм Конфуція (大成殿, 대성전, Десонджон).
- Східний храм (東廡, 동무, Тонму) — Храм 10 учнів Конфуція
- Західний храм (西廡, 서무, Сому) — Храм 18 корейських конфуціанців.
- Зала світлої етики (明倫堂, 명륜당, Мьонюндан) — Головна лекційна зала.
- Павільйон книг (尊経閣, 존경각, Чонгьонгак) — Бібліотека.
- Східний гуртожиток (東斎, 동재, Тонче)
- Західний гуртожиток (西斎, 동재, Соче)
- Зала екзаменів (丕闡堂, 비천당, Пічхондан)
- Комора церемоніального посуду (祭器庫, 제기고, Чегіго)
- Їдальня (進士食堂, 진사식당, Чінсасікдан)
- Відомство писарів (正錄廳, 정록청, Чоннокчхон) — Адміністративна будівля

Адміністрація і викладачі Сонгюнгвану поділялися на такі категорії:
- 三品, 삼품, Сампун
- 祭酒, 좨주, Чведжу
- 樂正, 악정, Акчон
- Лектор (直講, 직강, Чіккан)
- Доктор (博士, 박사, Пакса)
- Вчитель (學正, 학정, Хакчон)
- Писар (學錄, 학록, Хакнок)
- Підписар (學諭, 학유, Хагю)

## Навчання
Сонгюнгван був закладом де вивчалися переважно конфуціанські науки. Метою навчання була підготовка студентів, які походили з найбільш шляхетних сімей, до державної служби. Випускники повинні були складати державні іспити кваго, на яких вимагалося продемонструвати знання китайської класичної літератури, поезії та державного будівництва згідно з ученням неоконфуціанців.
Число студентів Сонгюнгвану було сталим і дорівнювало 150. Проте у 1429 році їх було збільшено до 200. Прийом студентів здійснювався шляхом відбіркових іспитів . Протягом навчання студенти отримували кредити, кількість яких повинна була дорівнювати 300 на кінець навчання. 